# Герефордська порода
Ге́рефордська поро́да великої рогатої худоби — порода великої рогатої худоби, виведена в Англії.

## Історія виведення та особливості породи

### Історія розведення
Герефордська порода великої рогатої худоби, порода м'ясного напряму. Виведена в Англії, в графстві Герефордшир, у XVIII столітті шляхом відбору і підбору місцевої худоби.
Початок їй дав один з типів червоної худоби, розведення в 18 ст. в деяких південних і західних районах Англії. Робота з поліпшення спочатку велася у бік збільшення розмірів і м'язової сили, щоб використовувати тварин як тяглову силу і джерело м'яса; спеціальної уваги їх молочній продуктивності ніколи не приділялося. Англійська племінна книга цієї породи заведена в 1846.

### Розповсюдження породи у світі
Широко поширена в Англії, США, Канаді, Австралії, Новій Зеландії, Європі та пострадянських країнах, у тому числі в Україні.

### Розведення породи в СРСР
В СРСР завозили з 1928. Використовували для промислового схрещування з молочними і молочно-м'ясними породами. Шляхом схрещування герефордів з казахською і калмицькою худобою виведена казахська білоголова порода худоби, яка фактично є зональним типом герефордської породи, оскільки при її розведенні постійно використовуються герефордські бики.

### Особливості породи
Герефорди витривалі, пристосовані до різних природних умов, до тривалого утримання на пасовищах, добре переносять тривалі перегони. Вони завоювали визнання у всьому світі, і характерна для них біла голова присутня у всіх нащадків, отриманих від схрещування з іншою худобою. Порода дуже добре адаптувалася до набагато теплішого клімату, ніж в Англії, і зараз це, ймовірно, найчисленніший і поширеніший на планеті вид великої рогатої худоби м'ясного напряму. Порода славиться перш за все великими розмірами (жива маса повнолітніх корів становить 550—600 кг, а биків 800—1100 кг), силою і пристосованістю до пасовищ різного типу.

## Екстер'єр
Тварини типової м'ясної статури. Тулуб бочкоподібний, приземлистий, широке, глибоке, сильно виступаюче підгорля. У герефордів темно-червоний тулуб, біла голова (особливо лицьова частина), шия, нижня частина, нижня частина кінцівок і кисть хвоста білі. Середні проміри корів (в см): висота в холці 125, глибина грудей 72, обхват грудей 197, коса довжина тулуба 153, обхват п'ястка 20.

## Продуктивність
Середні показники продуктивності герефордської худоби
| Показник                  | Бики     | Корови   |
| ------------------------- | -------- | -------- |
| Вага при народженні (кг)  | 28-33    | 25-30    |
| Вага дорослих тварин (кг) | 900-1350 | 650-850  |
| Приріст (г / день)        | 800-1500 | 800-1250 |

Худоба добре відгодовується, дає високоякісне мармурове м'ясо. Забійний вихід 58-62 %, найбільший до 70 %.